# Convocazioni per il campionato europeo femminile di calcio 2022
Questa pagina elenca le giocatrici convocate per il campionato europeo femminile di calcio di Inghilterra 2022. Ogni nazionale ha a disposizione una rosa di 23 atlete, tre delle quali devono ricoprire il ruolo di portiere. Come da regolamento, se una giocatrice risulta infortunata o impossibilitata causa malattia sufficientemente acuta da impedire la sua partecipazione al torneo prima della prima partita della sua squadra, può essere sostituita da un'altra giocatrice. L'elenco delle squadre deve essere pubblicato entro 10 giorni prima della partita di apertura del torneo.

## Gruppo A

### Austria
La rosa definitiva della squadra venne annunciata il 27 giugno 2022. Il 4 luglio 2022 Virginia Kirchberger ha preso il posto di Lisa Kolb, positiva al COVID-19, e Annabel Schasching ha preso il posto di Maria Plattner, infortunata. Presenze e reti al momento delle convocazioni.
Selezionatrice: Irene Fuhrmann
| N. | Pos. | Giocatore                  | Data nascita (età)          | Pres. | Reti | Squadra               |
| -- | ---- | -------------------------- | --------------------------- | ----- | ---- | --------------------- |
| 1  | P    | Manuela Zinsberger         | 19 ottobre 1995 (26 anni)   | 79    | 0    | Arsenal               |
| 2  | D    | Marina Georgieva           | 13 aprile 1997 (25 anni)    | 13    | 0    | Sand                  |
| 3  | D    | Katharina Naschenweng      | 16 dicembre 1997 (24 anni)  | 30    | 3    | Hoffenheim            |
| 4  | D    | Celina Degen               | 16 maggio 2001 (21 anni)    | 5     | 1    | Colonia               |
| 5  | C    | Annabel Schasching         | 26 luglio 2002 (19 anni)    | 2     | 1    | Sturm Graz            |
| 6  | D    | Katharina Schiechtl        | 27 febbraio 1993 (29 anni)  | 62    | 8    | Werder Brema          |
| 7  | D    | Carina Wenninger           | 6 febbraio 1991 (31 anni)   | 116   | 6    | Roma                  |
| 8  | C    | Barbara Dunst              | 25 settembre 1997 (24 anni) | 55    | 9    | Eintracht Francoforte |
| 9  | C    | Sarah Zadrazil             | 19 febbraio 1993 (29 anni)  | 96    | 13   | Bayern Monaco         |
| 10 | C    | Laura Feiersinger          | 5 aprile 1993 (29 anni)     | 92    | 16   | Eintracht Francoforte |
| 11 | D    | Viktoria Schnaderbeck      | 4 gennaio 1991 (31 anni)    | 80    | 2    | Tottenham             |
| 12 | C    | Laura Wienroither          | 13 gennaio 1999 (23 anni)   | 23    | 1    | Arsenal               |
| 13 | A    | Virginia Kirchberger       | 25 maggio 1993 (29 anni)    | 88    | 2    | Eintracht Francoforte |
| 14 | C    | Marie-Therese Höbinger     | 1º luglio 2001 (21 anni)    | 19    | 5    | Zurigo                |
| 15 | A    | Nicole Billa               | 5 marzo 1996 (26 anni)      | 79    | 43   | Hoffenheim            |
| 16 | C    | Jasmin Eder                | 8 ottobre 1992 (29 anni)    | 55    | 1    | St. Pölten            |
| 17 | C    | Sarah Puntigam             | 13 ottobre 1992 (29 anni)   | 120   | 18   | Montpellier           |
| 18 | C    | Julia Hickelsberger-Füller | 1º agosto 1999 (22 anni)    | 17    | 5    | St. Pölten            |
| 19 | D    | Verena Hanshaw             | 20 gennaio 1994 (28 anni)   | 85    | 10   | Eintracht Francoforte |
| 20 | A    | Lisa Makas                 | 11 maggio 1992 (30 anni)    | 71    | 19   | Austria Vienna        |
| 21 | P    | Isabella Kresche           | 28 novembre 1998 (23 anni)  | 2     | 0    | St. Pölten            |
| 22 | A    | Stefanie Enzinger          | 20 novembre 1989 (32 anni)  | 30    | 6    | St. Pölten            |
| 23 | P    | Jasmin Pal                 | 24 agosto 1996 (25 anni)    | 2     | 0    | Colonia               |

### Inghilterra
La rosa definitiva della squadra venne annunciata il 15 giugno 2022. Presenze e reti al momento delle convocazioni.
Selezionatrice:  Sarina Wiegman
| N. | Pos. | Giocatore        | Data nascita (età)          | Pres. | Reti | Squadra           |
| -- | ---- | ---------------- | --------------------------- | ----- | ---- | ----------------- |
| 1  | P    | Mary Earps       | 7 marzo 1993 (29 anni)      | 16    | 0    | Manchester United |
| 2  | D    | Lucy Bronze      | 28 ottobre 1991 (30 anni)   | 88    | 9    | Manchester City   |
| 3  | D    | Rachel Daly      | 6 dicembre 1991 (30 anni)   | 48    | 7    | Houston Dash      |
| 4  | C    | Keira Walsh      | 8 aprile 1997 (25 anni)     | 39    | 0    | Manchester City   |
| 5  | D    | Alex Greenwood   | 7 settembre 1993 (28 anni)  | 58    | 5    | Manchester City   |
| 6  | D    | Millie Bright    | 21 agosto 1993 (28 anni)    | 49    | 5    | Chelsea           |
| 7  | A    | Bethany Mead     | 9 maggio 1995 (27 anni)     | 36    | 20   | Arsenal           |
| 8  | C    | Leah Williamson  | 29 marzo 1997 (25 anni)     | 28    | 2    | Arsenal           |
| 9  | A    | Ellen White      | 9 maggio 1989 (33 anni)     | 106   | 50   | Manchester City   |
| 10 | C    | Georgia Stanway  | 3 gennaio 1999 (23 anni)    | 31    | 8    | Manchester City   |
| 11 | A    | Lauren Hemp      | 7 agosto 2000 (21 anni)     | 19    | 6    | Manchester City   |
| 12 | D    | Jess Carter      | 17 ottobre 1997 (24 anni)   | 8     | 1    | Chelsea           |
| 13 | P    | Hannah Hampton   | 16 novembre 2000 (21 anni)  | 2     | 0    | Aston Villa       |
| 14 | C    | Fran Kirby       | 29 giugno 1993 (29 anni)    | 54    | 15   | Chelsea           |
| 15 | D    | Demi Stokes      | 12 dicembre 1991 (30 anni)  | 66    | 1    | Manchester City   |
| 16 | C    | Jill Scott       | 2 febbraio 1987 (35 anni)   | 156   | 26   | Aston Villa       |
| 17 | A    | Nikita Parris    | 10 marzo 1994 (28 anni)     | 62    | 15   | Arsenal           |
| 18 | A    | Chloe Kelly      | 15 gennaio 1998 (24 anni)   | 7     | 0    | Manchester City   |
| 19 | A    | Bethany England  | 3 giugno 1994 (28 anni)     | 16    | 8    | Chelsea           |
| 20 | C    | Ella Toone       | 2 settembre 1999 (22 anni)  | 13    | 10   | Manchester United |
| 21 | P    | Ellie Roebuck    | 23 settembre 1999 (22 anni) | 8     | 0    | Manchester City   |
| 22 | D    | Lotte Wubben-Moy | 11 gennaio 1999 (23 anni)   | 7     | 0    | Arsenal           |
| 23 | A    | Alessia Russo    | 8 febbraio 1999 (23 anni)   | 5     | 3    | Manchester United |

### Irlanda del Nord
La rosa definitiva della squadra venne annunciata il 27 giugno 2022. Presenze e reti al momento delle convocazioni.
Selezionatore: Kenny Shiels
| N. | Pos. | Giocatore          | Data nascita (età)         | Pres. | Reti | Squadra            |
| -- | ---- | ------------------ | -------------------------- | ----- | ---- | ------------------ |
| 1  | P    | Jacqueline Burns   | 6 marzo 1997 (25 anni)     | 39    | 0    | Häcken             |
| 2  | D    | Rebecca McKenna    | 13 aprile 2001 (21 anni)   | 20    | 1    | Lewes              |
| 3  | D    | Demi Vance         | 2 maggio 1991 (31 anni)    | 75    | 4    | Rangers            |
| 4  | D    | Sarah McFadden     | 23 maggio 1987 (35 anni)   | 86    | 6    | Durham             |
| 5  | D    | Julie Nelson       | 4 giugno 1985 (37 anni)    | 125   | 8    | Crusaders Strikers |
| 6  | D    | Ashley Hutton      | 2 novembre 1997 (24 anni)  | 144   | 9    | Linfield Ladies    |
| 7  | C    | Chloe McCarron     | 22 dicembre 1997 (24 anni) | 23    | 1    | Glentoran          |
| 8  | C    | Marissa Callaghan  | 2 settembre 1985 (36 anni) | 72    | 9    | Cliftonville       |
| 9  | A    | Simone Magill      | 1º novembre 1994 (27 anni) | 70    | 21   | Everton            |
| 10 | C    | Rachel Furness     | 19 giugno 1988 (34 anni)   | 85    | 38   | Liverpool          |
| 11 | A    | Kirsty McGuinness  | 4 novembre 1994 (27 anni)  | 57    | 14   | Cliftonville       |
| 12 | P    | Becky Flaherty     | 6 marzo 1998 (24 anni)     | 7     | 0    | Brighouse Town     |
| 13 | D    | Kelsie Burrows     | 22 febbraio 2001 (21 anni) | 8     | 0    | Cliftonville       |
| 14 | A    | Lauren Wade        | 22 novembre 1993 (28 anni) | 41    | 7    | Glentoran          |
| 15 | D    | Rebecca Holloway   | 25 agosto 1995 (26 anni)   | 9     | 3    | Racing Louisville  |
| 16 | C    | Nadene Caldwell    | 20 aprile 2002 (20 anni)   | 7     | 1    | Glentoran          |
| 17 | D    | Laura Rafferty     | 29 aprile 1996 (26 anni)   | 32    | 0    | Southampton        |
| 18 | C    | Louise McDaniel    | 24 maggio 2000 (22 anni)   | 0     | 0    | Cliftonville       |
| 19 | A    | Emily Wilson       | 26 agosto 2001 (20 anni)   | 11    | 1    | Crusaders Strikers |
| 20 | C    | Joely Andrews      | 4 gennaio 1991 (31 anni)   | 80    | 2    | Glentoran          |
| 21 | A    | Caitlin McGuinness | 30 agosto 2002 (19 anni)   | 11    | 1    | Cliftonville       |
| 22 | D    | Abbie Magee        | 15 novembre 2001 (20 anni) | 6     | 0    | Cliftonville       |
| 23 | P    | Shannon Turner     | 8 settembre 1997 (24 anni) | 0     | 0    | Wolverhampton      |

### Norvegia
La rosa definitiva della squadra venne annunciata il 7 giugno 2022. Il 26 giugno 2022 Thea Bjelde ha preso il posto di Lisa Fjeldstad Naalsund, infortunata. Presenze e reti al momento delle convocazioni.
Selezionatore:  Martin Sjögren
| N. | Pos. | Giocatore                | Data nascita (età)         | Pres. | Reti | Squadra             |
| -- | ---- | ------------------------ | -------------------------- | ----- | ---- | ------------------- |
| 1  | P    | Guro Pettersen           | 22 agosto 1991 (30 anni)   | 1     | 0    | Vålerenga           |
| 2  | D    | Anja Sønstevold          | 21 giugno 1992 (30 anni)   | 21    | 1    | Inter               |
| 3  | D    | Maria Thorisdottir       | 5 giugno 1993 (29 anni)    | 59    | 3    | Manchester United   |
| 4  | D    | Tuva Hansen              | 4 agosto 1997 (24 anni)    | 16    | 0    | Brann               |
| 5  | D    | Guro Bergsvand           | 3 marzo 1994 (28 anni)     | 10    | 3    | Brann               |
| 6  | D    | Maren Mjelde             | 6 novembre 1989 (32 anni)  | 151   | 19   | Chelsea             |
| 7  | C    | Ingrid Syrstad Engen     | 29 aprile 1998 (24 anni)   | 46    | 6    | Barcellona          |
| 8  | C    | Vilde Bøe Risa           | 13 luglio 1995 (26 anni)   | 48    | 2    | Manchester United   |
| 9  | C    | Karina Sævik             | 24 marzo 1996 (26 anni)    | 29    | 4    | Avaldsnes           |
| 10 | A    | Caroline Graham Hansen   | 18 febbraio 1995 (27 anni) | 93    | 43   | Barcellona          |
| 11 | C    | Guro Reiten              | 26 luglio 1994 (27 anni)   | 64    | 14   | Chelsea             |
| 12 | P    | Sunniva Skoglund         | 22 maggio 2002 (20 anni)   | 0     | 0    | Stabæk              |
| 13 | A    | Celin Bizet Ildhusøy     | 24 ottobre 2001 (20 anni)  | 5     | 4    | Paris Saint-Germain |
| 14 | A    | Ada Hegerberg            | 10 luglio 1995 (26 anni)   | 68    | 41   | Olympique Lione     |
| 15 | C    | Amalie Vevle Eikeland    | 26 agosto 1995 (26 anni)   | 31    | 3    | Reading             |
| 16 | C    | Thea Bjelde              | 5 giugno 2000 (22 anni)    | 0     | 0    | Vålerenga           |
| 17 | D    | Julie Blakstad           | 27 agosto 2001 (20 anni)   | 13    | 2    | Manchester City     |
| 18 | C    | Frida Leonhardsen Maanum | 16 luglio 1999 (22 anni)   | 49    | 8    | Arsenal             |
| 19 | A    | Elisabeth Terland        | 28 giugno 2001 (21 anni)   | 15    | 6    | Brann               |
| 20 | D    | Synne Skinnes Hansen     | 12 agosto 1995 (26 anni)   | 25    | 0    | Rosenborg           |
| 21 | D    | Anna Jøsendal            | 29 aprile 2001 (21 anni)   | 0     | 0    | Rosenborg           |
| 22 | A    | Sophie Roman Haug        | 6 aprile 1999 (23 anni)    | 0     | 0    | Roma                |
| 23 | P    | Aurora Mikalsen          | 21 marzo 1996 (26 anni)    | 1     | 0    | Brann               |

## Gruppo B

### Danimarca
La rosa definitiva della squadra venne annunciata il 16 giugno 2022. Presenze e reti al momento delle convocazioni.
Selezionatore: Lars Søndergaard
| N. | Pos. | Giocatore                 | Data nascita (età)          | Pres. | Reti | Squadra           |
| -- | ---- | ------------------------- | --------------------------- | ----- | ---- | ----------------- |
| 1  | P    | Lene Christensen          | 4 febbraio 2000 (22 anni)   | 11    | 0    | Rosenborg         |
| 2  | C    | Sara Thrige Andersen      | 15 maggio 1996 (26 anni)    | 21    | 2    | Milan             |
| 3  | D    | Stine Ballisager Pedersen | 3 gennaio 1994 (28 anni)    | 29    | 2    | Vålerenga         |
| 4  | D    | Rikke Sevecke             | 15 giugno 1996 (26 anni)    | 36    | 4    | Everton           |
| 5  | D    | Simone Boye Sørensen      | 3 marzo 1992 (30 anni)      | 70    | 5    | Arsenal           |
| 6  | C    | Karen Holmgaard           | 28 gennaio 1999 (23 anni)   | 15    | 1    | Turbine Potsdam   |
| 7  | C    | Sanne Troelsgaard Nielsen | 15 agosto 1988 (33 anni)    | 164   | 55   | Reading           |
| 8  | C    | Sara Holmgaard            | 28 gennaio 1999 (23 anni)   | 7     | 0    | Turbine Potsdam   |
| 9  | A    | Nadia Nadim               | 2 gennaio 1988 (34 anni)    | 99    | 38   | Racing Louisville |
| 10 | A    | Pernille Harder           | 15 novembre 1992 (29 anni)  | 132   | 68   | Chelsea           |
| 11 | D    | Katrine Veje              | 19 giugno 1991 (31 anni)    | 135   | 9    | Rosengård         |
| 12 | A    | Stine Larsen              | 24 gennaio 1996 (26 anni)   | 62    | 21   | Häcken            |
| 13 | C    | Sofie Junge Pedersen      | 24 aprile 1992 (30 anni)    | 77    | 7    | Juventus          |
| 14 | C    | Sofie Bredgaard           | 18 gennaio 2002 (20 anni)   | 1     | 0    | Rosengård         |
| 15 | C    | Kathrine Møller Kühl      | 5 luglio 2003 (19 anni)     | 13    | 1    | Nordsjælland      |
| 16 | P    | Katrine Svane             | 17 marzo 1998 (24 anni)     | 1     | 0    | AGF               |
| 17 | A    | Rikke Marie Madsen        | 9 agosto 1997 (24 anni)     | 16    | 1    | Madrid CFF        |
| 18 | D    | Luna Gevitz               | 3 marzo 1994 (28 anni)      | 16    | 0    | Häcken            |
| 19 | C    | Janni Thomsen             | 16 febbraio 2000 (22 anni)  | 13    | 2    | Vålerenga         |
| 20 | A    | Signe Bruun               | 6 aprile 1998 (24 anni)     | 21    | 14   | Manchester United |
| 21 | A    | Mille Gejl                | 23 settembre 1999 (22 anni) | 17    | 6    | Häcken            |
| 22 | P    | Laura Worsøe              | 28 ottobre 2001 (20 anni)   | 1     | 0    | Odense Q          |
| 23 | C    | Sofie Svava               | 11 agosto 2000 (21 anni)    | 28    | 2    | Real Madrid       |

### Finlandia
La rosa definitiva della squadra venne annunciata il 9 giugno 2022. Presenze e reti al momento delle convocazioni.
Selezionatrice:  Anna Signeul
| N. | Pos. | Giocatore            | Data nascita (età)          | Pres. | Reti | Squadra           |
| -- | ---- | -------------------- | --------------------------- | ----- | ---- | ----------------- |
| 1  | P    | Katriina Talaslahti  | 21 settembre 2000 (21 anni) | 1     | 0    | Fleury            |
| 2  | D    | Elli Pikkujämsä      | 24 ottobre 1999 (22 anni)   | 14    | 0    | KIF Örebro        |
| 3  | D    | Tuija Hyyrynen       | 10 marzo 1988 (34 anni)     | 119   | 3    | Juventus          |
| 4  | C    | Ria Öling            | 15 settembre 1994 (27 anni) | 57    | 9    | Rosengård         |
| 5  | D    | Emma Koivisto        | 25 settembre 1994 (27 anni) | 73    | 3    | Brighton & Hove   |
| 6  | D    | Anna Auvinen         | 2 marzo 1987 (35 anni)      | 19    | 0    | Sampdoria         |
| 7  | A    | Adelina Engman       | 11 ottobre 1994 (27 anni)   | 81    | 11   | Hammarby          |
| 8  | C    | Olga Ahtinen         | 15 agosto 1997 (24 anni)    | 41    | 3    | Linköping         |
| 9  | A    | Juliette Kemppi      | 14 maggio 1994 (28 anni)    | 62    | 5    | IFK Kalmar        |
| 10 | C    | Emmi Alanen          | 30 aprile 1991 (31 anni)    | 91    | 21   | Kristianstads DFF |
| 11 | D    | Nora Heroum          | 20 luglio 1994 (27 anni)    | 81    | 1    | Lazio             |
| 12 | P    | Anna Tamminen        | 30 ottobre 1994 (27 anni)   | 6     | 0    | Hammarby          |
| 13 | C    | Jenny Danielsson     | 30 agosto 1994 (27 anni)    | 35    | 7    | AIK               |
| 14 | A    | Heidi Kollanen       | 6 giugno 1997 (25 anni)     | 16    | 2    | KIF Örebro        |
| 15 | D    | Natalia Kuikka       | 1º dicembre 1995 (26 anni)  | 67    | 3    | Portland Thorns   |
| 16 | D    | Anna Westerlund      | 9 aprile 1989               | 141   | 4    | Åland United      |
| 17 | A    | Sanni Franssi        | 19 marzo 1995 (27 anni)     | 56    | 3    | Real Sociedad     |
| 18 | A    | Linda Sällström      | 13 luglio 1988 (33 anni)    | 115   | 50   | Vittsjö GIK       |
| 19 | C    | Essi Sainio          | 9 settembre 1986 (35 anni)  | 53    | 3    | HJK               |
| 10 | C    | Eveliina Summanen    | 29 maggio 1998 (24 anni)    | 39    | 7    | Tottenham         |
| 21 | A    | Amanda Rantanen      | 11 maggio 1998 (24 anni)    | 10    | 1    | KIF Örebro        |
| 22 | A    | Jutta Rantala        | 11 novembre 1999 (22 anni)  | 7     | 1    | Vittsjö GIK       |
| 23 | P    | Tinja-Riikka Korpela | 5 maggio 1986 (36 anni)     | 105   | 0    | Tottenham         |

### Germania
La rosa definitiva della squadra venne annunciata il 18 giugno 2022. Presenze e reti al momento delle convocazioni.
Selezionatrice: Martina Voss-Tecklenburg
| N. | Pos. | Giocatore         | Data nascita (età)         | Pres. | Reti | Squadra               |
| -- | ---- | ----------------- | -------------------------- | ----- | ---- | --------------------- |
| 1  | P    | Merle Frohms      | 28 gennaio 1995 (27 anni)  | 26    | 0    | Eintracht Francoforte |
| 2  | D    | Sophia Kleinherne | 12 aprile 2000 (22 anni)   | 16    | 0    | Eintracht Francoforte |
| 3  | D    | Kathrin Hendrich  | 6 aprile 1992 (30 anni)    | 45    | 5    | Wolfsburg             |
| 4  | C    | Lena Lattwein     | 2 maggio 2000 (22 anni)    | 16    | 0    | Wolfsburg             |
| 5  | D    | Marina Hegering   | 17 aprile 1990 (32 anni)   | 19    | 3    | Bayern Monaco         |
| 6  | C    | Lena Oberdorf     | 19 dicembre 2001 (20 anni) | 26    | 3    | Wolfsburg             |
| 7  | A    | Lea Schüller      | 12 novembre 1997 (24 anni) | 38    | 25   | Bayern Monaco         |
| 8  | C    | Sydney Lohmann    | 19 giugno 2000 (22 anni)   | 11    | 1    | Bayern Monaco         |
| 9  | C    | Svenja Huth       | 25 gennaio 1991 (31 anni)  | 65    | 13   | Wolfsburg             |
| 10 | A    | Laura Freigang    | 1º febbraio 1998 (24 anni) | 13    | 9    | Eintracht Francoforte |
| 11 | A    | Alexandra Popp    | 6 aprile 1991 (31 anni)    | 113   | 53   | Wolfsburg             |
| 12 | P    | Almuth Schult     | 9 febbraio 1991 (31 anni)  | 64    | 0    | Wolfsburg             |
| 13 | C    | Sara Däbritz      | 15 febbraio 1995 (27 anni) | 85    | 17   | Paris Saint-Germain   |
| 14 | A    | Nicole Anyomi     | 10 febbraio 2000 (22 anni) | 7     | 0    | Eintracht Francoforte |
| 15 | D    | Giulia Gwinn      | 2 luglio 1999 (23 anni)    | 26    | 3    | Bayern Monaco         |
| 16 | C    | Linda Dallmann    | 2 settembre 1994 (27 anni) | 44    | 11   | Bayern Monaco         |
| 17 | D    | Felicitas Rauch   | 30 aprile 1996 (26 anni)   | 20    | 3    | Wolfsburg             |
| 18 | A    | Tabea Waßmuth     | 26 agosto 1996 (25 anni)   | 15    | 5    | Wolfsburg             |
| 19 | A    | Klara Bühl        | 7 dicembre 2000 (21 anni)  | 23    | 9    | Bayern Monaco         |
| 20 | C    | Lina Magull       | 15 agosto 1994 (27 anni)   | 59    | 18   | Bayern Monaco         |
| 21 | P    | Ann-Katrin Berger | 9 ottobre 1990 (31 anni)   | 3     | 0    | Chelsea               |
| 22 | C    | Jule Brand        | 16 ottobre 2002 (19 anni)  | 15    | 4    | Hoffenheim            |
| 23 | D    | Sara Doorsoun     | 17 novembre 1991 (30 anni) | 36    | 1    | Eintracht Francoforte |

### Spagna
La rosa definitiva della squadra venne annunciata il 27 giugno 2022. Il 29 giugno 2022 Teresa Abelleira ha preso il posto di Salma Paralluelo, infortunata. Il 5 luglio 2022 Alexia Putellas, infortunata, ha lasciato la squadra, venendo poi sostituita da Amaiur Sarriegi. Presenze e reti al momento delle convocazioni.
Selezionatore: Jorge Vilda
| N. | Pos. | Giocatore              | Data nascita (età)          | Pres. | Reti | Squadra           |
| -- | ---- | ---------------------- | --------------------------- | ----- | ---- | ----------------- |
| 1  | P    | Dolores Gallardo       | 10 giugno 1993 (29 anni)    | 37    | 0    | Atlético Madrid   |
| 2  | D    | Ona Batlle             | 10 giugno 1999 (23 anni)    | 21    | 0    | Manchester United |
| 3  | D    | Laia Aleixandri        | 25 agosto 2000 (21 anni)    | 10    | 2    | Atlético Madrid   |
| 4  | D    | Irene Paredes          | 04 luglio 1991 (31 anni)    | 81    | 9    | Barcellona        |
| 5  | D    | Ivana Andrés           | 13 luglio 1994 (27 anni)    | 34    | 0    | Real Madrid       |
| 6  | C    | Aitana Bonmatí         | 18 gennaio 1998 (24 anni)   | 40    | 14   | Barcellona        |
| 7  | C    | Irene Guerrero         | 12 dicembre 1996 (25 anni)  | 12    | 2    | Levante           |
| 8  | C    | Mariona Caldentey      | 19 marzo 1996 (26 anni)     | 47    | 17   | Barcellona        |
| 9  | A    | Esther González        | 8 dicembre 1992 (29 anni)   | 21    | 14   | Real Madrid       |
| 10 | A    | Athenea del Castillo   | 24 ottobre 2000 (21 anni)   | 9     | 3    | Real Madrid       |
| 11 | A    | Marta Cardona          | 26 maggio 1995 (27 anni)    | 17    | 1    | Real Madrid       |
| 12 | C    | Patricia Guijarro      | 17 maggio 1998 (24 anni)    | 44    | 10   | Barcellona        |
| 13 | P    | Sandra Paños           | 4 novembre 1992 (29 anni)   | 50    | 0    | Barcellona        |
| 14 | A    | Amaiur Sarriegi        | 13 dicembre 2000 (21 anni)  | 11    | 12   | Real Sociedad     |
| 15 | D    | Leila Ouahabi          | 22 marzo 1993 (29 anni)     | 47    | 1    | Barcellona        |
| 16 | D    | María Pilar León       | 13 giugno 1995 (27 anni)    | 49    | 1    | Barcellona        |
| 17 | A    | Lucía García           | 14 luglio 1998 (23 anni)    | 31    | 6    | Athletic Bilbao   |
| 18 | C    | Teresa Abelleira       | 9 gennaio 2000 (22 anni)    | 5     | 0    | Real Madrid       |
| 19 | D    | Olga Carmona           | 12 giugno 2000 (22 anni)    | 9     | 0    | Real Madrid       |
| 20 | D    | Andrea Pereira         | 19 settembre 1993 (28 anni) | 40    | 0    | Barcellona        |
| 21 | D    | Sheila García          | 15 marzo 1997 (25 anni)     | 7     | 0    | Atlético Madrid   |
| 22 | A    | Claudia Pina           | 12 agosto 2001 (20 anni)    | 4     | 0    | Barcellona        |
| 23 | P    | María Isabel Rodríguez | 22 luglio 1999 (22 anni)    | 5     | 0    | Real Madrid       |

## Gruppo C

### Paesi Bassi
La rosa definitiva della squadra venne annunciata il 31 maggio 2022. L'11 luglio 2022 Jacintha Weimar ha sostituito Sari van Veenendaal, infortunatasi nella prima partita del torneo. Presenze e reti al momento delle convocazioni.
Selezionatore:  Mark Parsons
| N. | Pos. | Giocatore              | Data nascita (età)         | Pres. | Reti | Squadra           |
| -- | ---- | ---------------------- | -------------------------- | ----- | ---- | ----------------- |
| 1  | P    | Sari van Veenendaal    | 3 aprile 1990 (32 anni)    | 87    | 0    | PSV               |
| 1  | P    | Jacintha Weimar        | 11 giugno 1998 (24 anni)   | 0     | 0    | Feyenoord         |
| 2  | D    | Aniek Nouwen           | 9 marzo 1999 (23 anni)     | 28    | 1    | Chelsea           |
| 3  | D    | Stefanie van der Gragt | 16 agosto 1992 (29 anni)   | 86    | 11   | Ajax              |
| 4  | D    | Merel van Dongen       | 11 febbraio 1993 (29 anni) | 59    | 2    | Atlético Madrid   |
| 5  | D    | Lynn Wilms             | 10 marzo 2000 (22 anni)    | 18    | 1    | Wolfsburg         |
| 6  | C    | Jill Roord             | 22 aprile 1997 (25 anni)   | 74    | 18   | Wolfsburg         |
| 7  | A    | Lineth Beerensteyn     | 11 ottobre 1996 (25 anni)  | 78    | 19   | Bayern Monaco     |
| 8  | C    | Sherida Spitse         | 29 maggio 1990 (32 anni)   | 199   | 43   | Ajax              |
| 9  | A    | Vivianne Miedema       | 15 luglio 1996 (25 anni)   | 108   | 92   | Arsenal           |
| 10 | C    | Daniëlle van de Donk   | 5 agosto 1991 (30 anni)    | 123   | 32   | Olympique Lione   |
| 11 | A    | Lieke Martens          | 16 dicembre 1992 (29 anni) | 133   | 54   | Barcellona        |
| 12 | C    | Victoria Pelova        | 3 giugno 1999 (23 anni)    | 24    | 2    | Ajax              |
| 13 | A    | Renate Jansen          | 7 dicembre 1990 (31 anni)  | 51    | 4    | Twente            |
| 14 | C    | Jackie Groenen         | 17 dicembre 1994 (27 anni) | 84    | 9    | Manchester United |
| 15 | D    | Caitlin Dijkstra       | 30 gennaio 1999 (23 anni)  | 4     | 1    | Twente            |
| 16 | P    | Daphne van Domselaar   | 6 marzo 2000 (22 anni)     | 1     | 0    | Twente            |
| 17 | A    | Romée Leuchter         | 12 gennaio 2001 (21 anni)  | 4     | 0    | Ajax              |
| 18 | D    | Kerstin Casparij       | 19 agosto 2000 (21 anni)   | 7     | 0    | Twente            |
| 19 | D    | Marisa Olislagers      | 9 settembre 2000 (21 anni) | 5     | 0    | Twente            |
| 20 | D    | Dominique Janssen      | 17 gennaio 1995 (27 anni)  | 81    | 4    | Wolfsburg         |
| 21 | C    | Damaris Egurrola       | 26 agosto 1999 (22 anni)   | 2     | 2    | Olympique Lione   |
| 22 | A    | Esmee Brugts           | 28 luglio 2003 (18 anni)   | 4     | 1    | PSV               |
| 23 | P    | Barbara Lorsheijd      | 26 marzo 1991 (31 anni)    | 1     | 0    | ADO Den Haag      |

### Portogallo
La rosa definitiva della squadra venne annunciata il 30 maggio 2022. Il 17 giugno 2022 Lúcia Alves ha sostituito Mariana Azevedo, infortunata. Il 5 luglio 2022 Suzane Pires ha preso il posto di Andreia Jacinto, infortunata. Presenze e reti al momento delle convocazioni.
Selezionatore: Francisco Neto
| N. | Pos. | Giocatore          | Data nascita (età)         | Pres. | Reti | Squadra          |
| -- | ---- | ------------------ | -------------------------- | ----- | ---- | ---------------- |
| 1  | P    | Inês Pereira       | 26 maggio 1999 (23 anni)   | 27    | 0    | Servette Chênois |
| 2  | D    | Catarina Amado     | 21 luglio 1999 (22 anni)   | 13    | 0    | Benfica          |
| 3  | D    | Alicia Correia     | 29 aprile 2003 (19 anni)   | 8     | 0    | Sporting Lisbona |
| 4  | D    | Sílvia Rebelo      | 20 maggio 1989 (33 anni)   | 114   | 1    | Benfica          |
| 5  | D    | Joana Marchão      | 24 ottobre 1996 (25 anni)  | 24    | 0    | Sporting Lisbona |
| 6  | C    | Suzane Pires       | 17 agosto 1992 (29 anni)   | 26    | 0    | Ferroviária      |
| 7  | C    | Vanessa Marques    | 12 aprile 1996 (26 anni)   | 80    | 10   | Braga            |
| 8  | C    | Andreia Norton     | 15 agosto 1996 (25 anni)   | 58    | 4    | Braga            |
| 9  | A    | Ana Borges         | 15 giugno 1990 (32 anni)   | 141   | 11   | Sporting Lisbona |
| 10 | A    | Jéssica Silva      | 11 dicembre 1994 (27 anni) | 85    | 9    | Benfica          |
| 11 | C    | Tatiana Pinto      | 28 marzo 1994 (28 anni)    | 83    | 2    | Levante          |
| 12 | P    | Patrícia Morais    | 17 giugno 1992 (30 anni)   | 74    | 0    | Braga            |
| 13 | C    | Fátima Pinto       | 16 gennaio 1996 (26 anni)  | 66    | 2    | Sporting Lisbona |
| 14 | C    | Dolores Silva      | 7 agosto 1991 (30 anni)    | 132   | 14   | Braga            |
| 15 | D    | Carole Costa       | 3 maggio 1990 (32 anni)    | 138   | 14   | Benfica          |
| 16 | A    | Diana Silva        | 4 giugno 1995 (27 anni)    | 77    | 17   | Sporting Lisbona |
| 17 | D    | Lúcia Alves        | 22 ottobre 1997 (24 anni)  | 3     | 0    | Benfica          |
| 18 | A    | Carolina Mendes    | 27 novembre 1987 (34 anni) | 104   | 23   | Braga            |
| 19 | C    | Diana Gomes        | 26 luglio 1998 (23 anni)   | 18    | 3    | Braga            |
| 20 | C    | Francisca Nazareth | 17 novembre 2002 (19 anni) | 13    | 0    | Benfica          |
| 21 | C    | Andreia Faria      | 19 aprile 2000 (22 anni)   | 13    | 0    | Benfica          |
| 22 | P    | Rute Costa         | 1º giugno 1994 (28 anni)   | 5     | 0    | Famalicão        |
| 23 | A    | Telma Encarnação   | 11 ottobre 2001 (20 anni)  | 11    | 2    | Marítimo         |

### Svezia
La rosa definitiva della squadra venne annunciata il 7 giugno 2022. Presenze e reti al momento delle convocazioni.
Selezionatore: Peter Gerhardsson
| N. | Pos. | Giocatore               | Data nascita (età)          | Pres. | Reti | Squadra             |
| -- | ---- | ----------------------- | --------------------------- | ----- | ---- | ------------------- |
| 1  | P    | Hedvig Lindahl          | 29 aprile 1983 (39 anni)    | 183   | 0    | Atlético Madrid     |
| 2  | D    | Jonna Andersson         | 2 gennaio 1993 (29 anni)    | 69    | 2    | Hammarby            |
| 3  | D    | Linda Sembrant          | 15 maggio 1987 (35 anni)    | 128   | 5    | Juventus            |
| 4  | D    | Hanna Glas              | 17 settembre 1992 (29 anni) | 53    | 1    | Bayern Monaco       |
| 5  | D    | Amanda Nildén           | 7 agosto 1998 (23 anni)     | 3     | 0    | Juventus            |
| 6  | D    | Magdalena Eriksson      | 8 settembre 1993 (28 anni)  | 83    | 10   | Chelsea             |
| 7  | D    | Emma Kullberg           | 25 settembre 1991 (30 anni) | 10    | 0    | Brighton & Hove     |
| 8  | A    | Lina Hurtig             | 15 settembre 1995 (26 anni) | 54    | 18   | Juventus            |
| 9  | A    | Kosovare Asllani        | 29 luglio 1989 (32 anni)    | 160   | 43   | Real Madrid         |
| 10 | A    | Sofia Jakobsson         | 23 aprile 1990 (32 anni)    | 137   | 23   | San Diego Wave      |
| 11 | A    | Stina Blackstenius      | 5 febbraio 1996 (26 anni)   | 76    | 25   | Arsenal             |
| 12 | P    | Jennifer Falk           | 26 aprile 1993 (29 anni)    | 13    | 0    | Häcken              |
| 13 | D    | Amanda Ilestedt         | 25 gennaio 1993 (29 anni)   | 54    | 7    | Paris Saint-Germain |
| 14 | D    | Nathalie Björn          | 4 maggio 1997 (25 anni)     | 36    | 4    | Everton             |
| 15 | A    | Rebecka Blomqvist       | 24 luglio 1997 (24 anni)    | 12    | 2    | Wolfsburg           |
| 16 | C    | Filippa Angeldahl       | 29 luglio 1989 (32 anni)    | 27    | 8    | Manchester City     |
| 17 | C    | Caroline Seger          | 19 marzo 1985 (37 anni)     | 229   | 32   | Rosengård           |
| 18 | A    | Fridolina Rolfö         | 24 novembre 1993 (28 anni)  | 64    | 22   | Barcellona          |
| 19 | C    | Johanna Rytting Kaneryd | 12 febbraio 1997 (25 anni)  | 11    | 0    | Häcken              |
| 20 | C    | Hanna Bennison          | 16 ottobre 2002 (19 anni)   | 21    | 0    | Everton             |
| 21 | P    | Zećira Mušović          | 26 maggio 1996 (26 anni)    | 5     | 0    | Chelsea             |
| 22 | C    | Olivia Schough          | 11 marzo 1991 (31 anni)     | 97    | 12   | Rosengård           |
| 23 | C    | Elin Rubensson          | 11 maggio 1993 (29 anni)    | 71    | 3    | Häcken              |

### Svizzera
La rosa definitiva della squadra venne annunciata il 21 giugno 2022. Il 27 giugno 2022 Nadine Riesen ha sostituito Ella Touon, infortunata. Presenze e reti al momento delle convocazioni.
Selezionatore:  Nils Nielsen
| N. | Pos. | Giocatore              | Data nascita (età)          | Pres. | Reti | Squadra               |
| -- | ---- | ---------------------- | --------------------------- | ----- | ---- | --------------------- |
| 1  | P    | Gaëlle Thalmann        | 18 gennaio 1986 (36 anni)   | 95    | 0    | Betis                 |
| 2  | D    | Julia Stierli          | 3 aprile 1997 (25 anni)     | 21    | 0    | Zurigo                |
| 3  | D    | Lara Marti             | 21 settembre 1999 (22 anni) | 8     | 0    | Bayer Leverkusen      |
| 4  | D    | Rachel Rinast          | 2 giugno 1991 (31 anni)     | 42    | 3    | Colonia               |
| 5  | D    | Noelle Maritz          | 23 dicembre 1995 (26 anni)  | 91    | 2    | Arsenal               |
| 6  | C    | Géraldine Reuteler     | 21 aprile 1999 (23 anni)    | 41    | 7    | Eintracht Francoforte |
| 7  | C    | Riola Xhemaili         | 5 marzo 2003 (19 anni)      | 13    | 2    | Friburgo              |
| 8  | C    | Sandy Maendly          | 4 aprile 1988 (34 anni)     | 84    | 12   | Servette Chênois      |
| 9  | A    | Ana-Maria Crnogorčević | 3 ottobre 1990 (31 anni)    | 133   | 67   | Barcellona            |
| 10 | A    | Ramona Bachmann        | 25 dicembre 1990 (31 anni)  | 121   | 53   | Paris Saint-Germain   |
| 11 | C    | Coumba Sow             | 27 agosto 1994 (27 anni)    | 23    | 8    | Paris FC              |
| 12 | P    | Livia Peng             | 14 marzo 2002 (20 anni)     | 0     | 0    | Zurigo                |
| 13 | C    | Lia Wälti              | 19 aprile 1993 (29 anni)    | 98    | 5    | Arsenal               |
| 14 | D    | Rahel Kiwic            | 5 gennaio 1991 (31 anni)    | 80    | 13   | Zurigo                |
| 15 | D    | Luana Bühler           | 28 aprile 1996 (26 anni)    | 27    | 0    | Hoffenheim            |
| 16 | C    | Sandrine Mauron        | 19 dicembre 1996 (25 anni)  | 21    | 2    | Eintracht Francoforte |
| 17 | A    | Svenja Fölmli          | 19 agosto 2002 (19 anni)    | 16    | 4    | Friburgo              |
| 18 | D    | Viola Calligaris       | 17 marzo 1996 (26 anni)     | 31    | 3    | Levante               |
| 19 | D    | Eseosa Aigbogun        | 23 maggio 1993 (29 anni)    | 79    | 3    | Paris FC              |
| 20 | A    | Fabienne Humm          | 20 dicembre 1986 (35 anni)  | 71    | 24   | Zurigo                |
| 21 | P    | Seraina Friedli        | 20 marzo 1993 (29 anni)     | 9     | 0    | Aarau                 |
| 22 | D    | Nadine Riesen          | 11 aprile 2000 (22 anni)    | 2     | 0    | Zurigo                |
| 23 | A    | Meriame Terchoun       | 27 ottobre 1995 (26 anni)   | 14    | 2    | Zurigo                |

## Gruppo D

### Belgio
La rosa definitiva della squadra venne annunciata il 20 giugno 2022. Presenze e reti al momento della convocazione.
Selezionatore: Ives Serneels
| N. | Pos. | Giocatore             | Data nascita (età)         | Pres. | Reti | Squadra         |
| -- | ---- | --------------------- | -------------------------- | ----- | ---- | --------------- |
| 1  | P    | Nicky Evrard          | 26 maggio 1995 (27 anni)   | 49    | -56  | Gent            |
| 2  | D    | Davina Philtjens      | 26 febbraio 1989 (33 anni) | 106   | 10   | Sassuolo        |
| 3  | A    | Ella Van Kerkhoven    | 20 novembre 1993 (28 anni) | 15    | 7    | Anderlecht      |
| 4  | D    | Amber Tysiak          | 26 gennaio 2000 (22 anni)  | 14    | 3    | OH Lovanio      |
| 5  | A    | Sarah Wijnants        | 13 ottobre 1999 (22 anni)  | 24    | 2    | Anderlecht      |
| 6  | A    | Tine De Caigny        | 9 giugno 1997 (25 anni)    | 74    | 37   | Hoffenheim      |
| 7  | A    | Hannah Eurlings       | 1º gennaio 2003 (19 anni)  | 15    | 4    | OH Lovanio      |
| 8  | C    | Féli Delacauw         | 4 aprile 2002 (20 anni)    | 6     | 0    | Fortuna Sittard |
| 9  | A    | Tessa Wullaert        | 19 marzo 1993 (29 anni)    | 107   | 65   | Fortuna Sittard |
| 10 | C    | Justine Vanhaevermaet | 29 aprile 1992 (30 anni)   | 32    | 4    | Reading         |
| 11 | A    | Janice Cayman         | 12 ottobre 1988 (33 anni)  | 124   | 47   | Olympique Lione |
| 12 | P    | Diede Lemey           | 7 ottobre 1996 (25 anni)   | 7     | -7   | Sassuolo        |
| 13 | A    | Elena Dhont           | 27 marzo 1998 (24 anni)    | 20    | 3    | Twente          |
| 14 | A    | Davinia Vanmechelen   | 30 agosto 1999 (22 anni)   | 45    | 7    | Standard Liegi  |
| 15 | D    | Jody Vangheluwe       | 15 luglio 1997 (24 anni)   | 9     | 0    | Club YLA        |
| 16 | C    | Marie Minnaert        | 5 maggio 1999 (23 anni)    | 24    | 3    | Anderlecht      |
| 17 | D    | Charlotte Tison       | 21 aprile 1998 (24 anni)   | 12    | 0    | Anderlecht      |
| 18 | D    | Laura De Neve         | 9 ottobre 1994 (27 anni)   | 53    | 2    | Anderlecht      |
| 19 | D    | Sari Kees             | 17 febbraio 2001 (21 anni) | 5     | 0    | OH Lovanio      |
| 20 | C    | Julie Biesmans        | 4 maggio 1994 (28 anni)    | 90    | 3    | PSV             |
| 21 | P    | Lisa Lichtfus         | 29 dicembre 1999 (22 anni) | 0     | 0    | Digione         |
| 22 | D    | Laura Deloose         | 18 giugno 1993 (29 anni)   | 65    | 4    | Anderlecht      |
| 23 | C    | Kassandra Missipo     | 3 febbraio 1998 (24 anni)  | 38    | 0    | Basilea         |

### Francia
La rosa definitiva della squadra venne annunciata il 30 maggio 2022. Presenze e reti al momento della convocazione.
Selezionatrice: Corinne Diacre
| N. | Pos. | Giocatore               | Data nascita (età)         | Pres. | Reti | Squadra             |
| -- | ---- | ----------------------- | -------------------------- | ----- | ---- | ------------------- |
| 1  | P    | Mylène Chavas           | 7 gennaio 1998 (24 anni)   | 0     | 0    | Bordeaux            |
| 2  | C    | Ella Palis              | 24 marzo 1999 (23 anni)    | 6     | 0    | Bordeaux            |
| 3  | D    | Wendie Renard           | 20 luglio 1990 (31 anni)   | 131   | 33   | Olympique Lione     |
| 4  | D    | Marion Torrent          | 17 aprile 1992 (30 anni)   | 44    | 1    | Montpellier         |
| 5  | D    | Aïssatou Tounkara       | 16 marzo 1995 (27 anni)    | 31    | 2    | Atlético Madrid     |
| 6  | C    | Sandie Toletti          | 13 luglio 1995 (26 anni)   | 27    | 1    | Levante             |
| 7  | D    | Sakina Karchaoui        | 26 gennaio 1996 (26 anni)  | 47    | 0    | Paris Saint-Germain |
| 8  | C    | Grace Geyoro            | 2 luglio 1997 (25 anni)    | 49    | 8    | Paris Saint-Germain |
| 9  | A    | Marie-Antoinette Katoto | 1º novembre 1998 (23 anni) | 28    | 24   | Paris Saint-Germain |
| 10 | A    | Clara Matéo             | 28 novembre 1997 (24 anni) | 10    | 1    | Paris FC            |
| 11 | A    | Kadidiatou Diani        | 1º aprile 1995 (27 anni)   | 70    | 16   | Paris Saint-Germain |
| 12 | A    | Melvine Malard          | 28 giugno 2000 (22 anni)   | 11    | 3    | Olympique Lione     |
| 13 | D    | Selma Bacha             | 9 novembre 2000 (21 anni)  | 4     | 1    | Olympique Lione     |
| 14 | C    | Charlotte Bilbault      | 5 giugno 1990 (32 anni)    | 43    | 1    | Bordeaux            |
| 15 | C    | Kenza Dali              | 31 luglio 1991 (30 anni)   | 42    | 9    | Everton             |
| 16 | P    | Justine Lerond          | 29 febbraio 2000 (22 anni) | 0     | 0    | Metz                |
| 17 | A    | Sandy Baltimore         | 19 febbraio 2000 (22 anni) | 13    | 2    | Paris Saint-Germain |
| 18 | A    | Ouleymata Sarr          | 8 ottobre 1995 (26 anni)   | 15    | 3    | Paris FC            |
| 19 | D    | Griedge Mbock Bathy     | 26 febbraio 1995 (27 anni) | 65    | 6    | Olympique Lione     |
| 20 | A    | Delphine Cascarino      | 5 febbraio 1997 (25 anni)  | 40    | 9    | Olympique Lione     |
| 21 | P    | Pauline Peyraud-Magnin  | 17 marzo 1992 (30 anni)    | 25    | 0    | Juventus            |
| 22 | D    | Ève Périsset            | 24 dicembre 1994 (27 anni) | 34    | 3    | Bordeaux            |
| 23 | D    | Hawa Cissoko            | 10 aprile 1997 (25 anni)   | 5     | 0    | West Ham            |

### Islanda
La rosa definitiva della squadra venne annunciata l'11 giugno 2022. Presenze e reti al momento della convocazione.
Selezionatore: Þorsteinn Halldórsson
| N. | Pos. | Giocatore                     | Data nascita (età)          | Pres. | Reti | Squadra               |
| -- | ---- | ----------------------------- | --------------------------- | ----- | ---- | --------------------- |
| 1  | P    | Sandra Sigurðardóttir         | 2 ottobre 1986 (35 anni)    | 41    | 0    | Valur                 |
| 2  | D    | Sif Atladóttir                | 15 luglio 1985 (36 anni)    | 88    | 0    | Selfoss               |
| 3  | D    | Elísa Viðarsdóttir            | 26 maggio 1991 (31 anni)    | 46    | 0    | Valur                 |
| 4  | D    | Glódís Perla Viggósdóttir     | 27 giugno 1995 (27 anni)    | 101   | 6    | Bayern Monaco         |
| 5  | C    | Gunnhildur Yrsa Jónsdóttir    | 28 settembre 1988 (33 anni) | 89    | 14   | Orlando Pride         |
| 6  | D    | Ingibjörg Sigurðardóttir      | 7 ottobre 1997 (24 anni)    | 44    | 0    | Vålerenga             |
| 7  | C    | Sara Björk Gunnarsdóttir      | 29 settembre 1990 (31 anni) | 138   | 22   | Olympique Lione       |
| 8  | C    | Karólína Lea Vilhjálmsdóttir  | 8 agosto 2001 (20 anni)     | 18    | 7    | Bayern Monaco         |
| 9  | A    | Berglind Björg Þorvaldsdóttir | 18 gennaio 1992 (30 anni)   | 62    | 10   | Brann                 |
| 10 | C    | Dagný Brynjarsdóttir          | 10 agosto 1991 (30 anni)    | 101   | 34   | West Ham              |
| 11 | D    | Hallbera Guðný Gísladóttir    | 14 settembre 1986 (35 anni) | 127   | 3    | IFK Kalmar            |
| 12 | P    | Telma Ívarsdóttir             | 30 marzo 1999 (23 anni)     | 1     | 0    | Breiðablik            |
| 13 | P    | Cecilía Rán Rúnarsdóttir      | 26 luglio 2003 (18 anni)    | 7     | 0    | Bayern Monaco         |
| 14 | C    | Selma Sól Magnúsdóttir        | 23 aprile 1998 (24 anni)    | 17    | 2    | Rosenborg             |
| 15 | C    | Alexandra Jóhannsdóttir       | 19 marzo 2000 (22 anni)     | 23    | 3    | Eintracht Francoforte |
| 16 | A    | Elín Metta Jensen             | 1º marzo 1995 (27 anni)     | 59    | 16   | Valur                 |
| 17 | C    | Agla María Albertsdóttir      | 5 agosto 1999 (22 anni)     | 46    | 3    | Häcken                |
| 18 | D    | Guðrún Arnardóttir            | 29 luglio 1995 (26 anni)    | 18    | 1    | Rosengård             |
| 19 | D    | Áslaug Munda Gunnlaugsdóttir  | 2 giugno 2001 (21 anni)     | 5     | 0    | Breiðablik            |
| 20 | D    | Guðný Árnadóttir              | 29 luglio 2000 (21 anni)    | 15    | 0    | Milan                 |
| 21 | A    | Svava Rós Guðmundsdóttir      | 11 novembre 1995 (26 anni)  | 35    | 2    | Brann                 |
| 22 | C    | Amanda Jacobsen Andradóttir   | 18 dicembre 2003 (18 anni)  | 6     | 0    | Kristianstads DFF     |
| 23 | A    | Sveindís Jane Jónsdóttir      | 5 giugno 2001 (21 anni)     | 18    | 6    | Wolfsburg             |

### Italia
La rosa definitiva della squadra venne annunciata il 26 giugno 2022. Presenze e reti al momento delle convocazioni.
Selezionatrice: Milena Bertolini
| N. | Pos. | Giocatore             | Data nascita (età)         | Pres. | Reti | Squadra    |
| -- | ---- | --------------------- | -------------------------- | ----- | ---- | ---------- |
| 1  | P    | Laura Giuliani        | 6 giugno 1993 (29 anni)    | 66    | -51  | Milan      |
| 2  | D    | Valentina Bergamaschi | 22 gennaio 1997 (25 anni)  | 43    | 6    | Milan      |
| 3  | D    | Sara Gama             | 27 marzo 1989 (33 anni)    | 130   | 7    | Juventus   |
| 4  | C    | Aurora Galli          | 13 dicembre 1996 (25 anni) | 55    | 6    | Everton    |
| 5  | D    | Elena Linari          | 15 aprile 1994 (28 anni)   | 77    | 4    | Roma       |
| 6  | C    | Manuela Giugliano     | 18 agosto 1997 (24 anni)   | 55    | 6    | Roma       |
| 7  | C    | Flaminia Simonetti    | 17 febbraio 1997 (25 anni) | 2     | 0    | Inter      |
| 8  | C    | Martina Rosucci       | 9 maggio 1992 (30 anni)    | 69    | 4    | Juventus   |
| 9  | A    | Daniela Sabatino      | 26 giugno 1985 (37 anni)   | 68    | 32   | Fiorentina |
| 10 | A    | Cristiana Girelli     | 23 aprile 1990 (32 anni)   | 88    | 53   | Juventus   |
| 11 | A    | Barbara Bonansea      | 13 giugno 1991 (31 anni)   | 80    | 30   | Juventus   |
| 12 | P    | Katja Schroffenegger  | 28 aprile 1991 (31 anni)   | 15    | -17  | Fiorentina |
| 13 | D    | Elisa Bartoli         | 7 maggio 1991 (31 anni)    | 77    | 3    | Roma       |
| 14 | A    | Agnese Bonfantini     | 4 luglio 1999 (23 anni)    | 6     | 0    | Juventus   |
| 15 | D    | Maria Luisa Filangeri | 28 gennaio 2000 (22 anni)  | 2     | 0    | Sassuolo   |
| 16 | D    | Lucia Di Guglielmo    | 26 giugno 1997 (25 anni)   | 5     | 0    | Roma       |
| 17 | D    | Lisa Boattin          | 3 maggio 1997 (25 anni)    | 37    | 0    | Juventus   |
| 18 | C    | Arianna Caruso        | 6 novembre 1999 (22 anni)  | 18    | 5    | Juventus   |
| 19 | A    | Valentina Giacinti    | 2 gennaio 1994 (28 anni)   | 49    | 18   | Fiorentina |
| 20 | A    | Martina Piemonte      | 7 novembre 1997 (24 anni)  | 6     | 1    | Milan      |
| 21 | C    | Valentina Cernoia     | 22 giugno 1991 (31 anni)   | 70    | 14   | Juventus   |
| 22 | P    | Francesca Durante     | 12 febbraio 1997 (25 anni) | 3     | -2   | Inter      |
| 23 | D    | Martina Lenzini       | 23 luglio 1998 (23 anni)   | 11    | 0    | Juventus   |